# جون غلين (لاعب كرة قاعدة أمريكي)
جون غلين (بالإنجليزية: John Glenn) هو لاعب كرة قاعدة أمريكي، ولد في يناير 1850 في روتشستر في الولايات المتحدة، وتوفي في 10 نوفمبر 1888 في هادسون فالس في الولايات المتحدة.

## وصلات خارجية
- جون غلين (لاعب كرة قاعدة أمريكي) على موقعبيزبول رفرنس.كوم (الدوري الرئيسي) (الإنجليزية)
- جون غلين (لاعب كرة قاعدة أمريكي) على موقعبيزبول رفرنس.كوم (الدوري الثانوي) (الإنجليزية)